# 18115 Rathbun
18115 Rathbun este un asteroid din centura principală de asteroizi.

## Descriere
18115 Rathbun este un asteroid din centura principală de asteroizi. A fost descoperit pe 5 iulie 2000 la Stația Anderson Mesa în cadrul programului LONEOS. Asteroidul prezintă o orbită caracterizată de o semiaxă mare de 2,99 ua, o excentricitate de 0,09 și o înclinație de 10,3° în raport cu ecliptica.